# Almásfüzitő
Almásfüzitő is een plaats (község) en gemeente in het Hongaarse comitaat Komárom-Esztergom. Almásfüzitő telt 2369 inwoners (2001).